# يشكي (المهرة)

تعديل مصدري - تعديل

يشكي هي إحدى قرى مديرية منعر التابعة لمحافظة المهرة، بلغ تعداد سكانها 151 نسمة حسب تعداد اليمن لعام 2004.